# 方沆
方沆（1542年—1609年），字子及，號訒庵，福建興化府莆田縣人，民籍，明朝政治人物。

## 生平
隆慶元年（1567年）丁卯科福建鄉試第三名舉人，二年（1568年）中式戊辰科會試第一百六十七名，二甲第三十五名進士。授廣西全州知州，用循良著聲，以轉餉古田功，賜鏹。在任四年擢南京戶部員外郎，未上，升郎中，萬曆六年（1578年）十一月被同部主事王廷卿挾私論奏，與同舍郎中方揚一起被貶，方沆謫為雲南安寧提舉，回家省父後，帶着三名僕人上任，三年任滿升廣德州知州，上任不久，入為南京刑部郎中，三年考最，擢僉事，督學雲南。在任四年，以父喪歸鄉。二十一年（1593年）三月以考察罷斥。左遷江西寧州知州，前後領州，在寧州最久，極力撫綏，無邊客牢騷之態。嘗編輯州志，新學宫，復濂溪書院及黃魯直祠、來蘇渡。三十一年（1603年）累疏以湖廣僉事致仕歸，構湖上亭一區，吟詠其中。方沆詩文師承邵武府知府吳國倫、汀州府知府徐中行，早年與李攀龍、汪道昆、晚年則與陳經邦、佘翔、林堯俞、鄭元甫相唱和，理學則有方揚、焦竑、李贄、羅汝芳、王士琦、史記勛等人。著有《猗蘭堂集》二十卷、《性學筌蹄》，父子合刻有《橋梓集》四卷。三十六年（1608年）十二月初八卒。

## 家族
曾祖方良節，廣東左布政使；祖父方重熙，貢士；父方攸躋，南京戶部員外郎。母劉氏。長子方承笏，萬曆四十一年進士，戶部員外郎，居官清慎，著有《湖心亭集》。三子方承篪，弱冠登科，與兄方承笏齊名。從子方承郁，萬曆二十六年進士，授歙縣知縣，分校南闈，得周宗建等十餘人，以卓異擢南京兵部主事，轉南京工部主事。